# Maendeleo
Maendeleo je český spolek založený roku 2011, jehož cílem je "pomáhat ke svépomoci" ve východoafrické Tanzanii. Maendeleo je jediná nezisková organizace z Česka, která jako jeden z nástrojů pomoci lidem v rozvojových zemích dlouhodobě a systematicky používá tzv. mikropůjčky. Organizace deklaruje, že jejím cílem je odstraňovat především příčiny chudoby, nikoliv jen její důsledky. Podle zástupců Maendelea nepotřebují lidé ze zemí třetího světa formu pomoci ve formě darů: co potřebují, jsou příležitosti využít svůj potenciál a získat vše, co potřebují ke kvalitnímu životu, vlastním úsilím. Prostřednictvím svého webu umožňuje Maendeleo českým dárcům podpořit mikropůjčkou konkrétní jednotlivce nebo skupiny lidí.

## Historie
Spolek je iniciativou studentů a absolventů oboru Mezinárodních rozvojových studií na Univerzitě Palackého v Olomouci. Iniciátorem a vůdčí postavou spolku je Martin Schlossarek. Ten se zajímal o fungování neziskových organizací, z nichž se mu líbily ty, jejichž způsob pomoci byl inspirovaný fungováním podnikatelského sektoru. Během studií se vydal zkoumat příčiny a důsledky chudoby v tanzanské oblasti Utengule/Usangu, kde v průběhu tříměsíčního pobytu udělal rozhovory s více než třiceti rodinami. Z nich vybral šest, které mohl díky finanční podpory od organizace International Humanity podpořit mikropůjčkou. Po návratu do Česka se rozhodl založit organizaci, která od té doby pomáhá řešit chudobu v regionu.

## Organizační uspořádání
Statutárním orgánem spolku je předseda. Předsedou je Martin Schlossarek z Olomouce. Nejvyšším orgánem spolku je členská schůze. Jako členové týmu jsou na webu spolku kromě Martina Schlossarka uvedeni také Gabriela Freislerová (místopředsedkyně a spoluzakladatelka), Zuzana Břehová (členka výkonného výboru), Barbara Hudcová (předsedkyně dozorčí rady) a Kateřina Mejsnarová (místopředsedkyně dozorčí rady), Barbora Žáčková (členka dozorčí rady), Adéla Hemelíková, Renáta Matová, Petra Oravcová, Michal Přecechtěl a tanzanští dobrovolníci Michael Simwaba a Geofrey Mlawa.

## Činnost v Tanzanii
Maendeleo působí ve venkovském okrsku Utengule/Usangu, který se nachází na jihozápadě země, nedaleko města Mbeya. Jedná se o oblast, která je dostupná pouze po nezpevněné cestě, a která je považovaná za relativně chudou i v porovnání s jinými regiony Tanzanie. Ve spolupráci s tamní partnerskou neziskovou organizací realizuje Maendeleo v tomto místě celkem čtyři projekty: Podpora farmaření, Knihovnička v Mahangu, Mikropůjčky pro podnikatele a Grantovou soutěž.
Hlavním projektem Maendelea je projekt Podpora farmaření, který kombinuje vzdělávání zaměřené především na zemědělství a poskytování mikropůjček. Jeho cílem je rozšířit mezi drobnými pěstiteli rýže z Utengule/Usangu metody šetrného a efektivního hospodaření na poli a zlepšit postavení farmářů při prodeji úrody na trhu. Tím projekt napomáhá udržitelnému rozvoji regionu a přispívá ke zvýšení potravinové bezpečnosti v oblasti. Během pěti let se do vzdělávacího programu Maendelea zapojilo přes 160 lidí, poskytnut byl přibližně stejný počet mikropůjček. Podle zástupců organizace nebyla za celou dobu trvání projektu úspěšně splacena jen jediná mikropůjčka.
Doplňkový projekt Mikropůjčky pro podnikatele umožňuje svépomocným skupinám získat kapitál na podnikání mimo zemědělský sektor. Grantová soutěž umožňuje skupinám nebo jednotlivcům čerpat malou finanční podporu pro projekty, které jsou prospěšné celé komunitě. V roce 2016 byla díky grantu vyhloubena záložní studna ve vesnici Mahango-Mswiswi. Na témže místě byla otevřena Knihovnička v Mahangu, která sídlí v domě jednoho z farmářů z projektu Podpora farmaření.